# César Camargo Mariano
Pour les articles homonymes, voir Mariano.
César Camargo Mariano, né le 19 septembre 1943 à São Paulo, est un pianiste, arrangeur, compositeur et producteur de musique brésilien.

## Biographie
Mariano est né à São Paulo. En juin 1957, la trombone américaine Melba Liston l'invite, alors qu'il a 13 ans, à participer à son concert dans un club de jazz de Rio de Janeiro et il apparait dans une émission sur la radio Globo de Rio intitulée Le garçon prodige qui joue du jazz.
La même année, Mariano rencontre Johnny Alf, un ami de la famille qui s'installe avec eux. Ensemble dans la maison familiale de São Paulo, Mariano se familiarise avec l'arrangement, la composition et les arts du cinéma et du théâtre, grâce aux encouragements de Johnny Alf.
Mariano forme des groupes instrumentaux et vocaux amateurs lorsque TV Record à São Paulo l'invite pour une émission spéciale intitulée Passaporte para o Estrelato.
Au début des années 1960, il devient célèbre au sein des ensembles Sambalanço Trio (en) et Som Três et obtient le succès avec l'album Samambaia, en 1981, un de ses trente albums instrumentaux.
Il collabore avec de nombreux chanteurs et musiciens célèbres du Brésil comme Wilson Simonal et Elis Regina dont l'album en 1973 Elis e Tom, enregistré avec Antônio Carlos Jobim, dans lequel Mariano est producteur, pianiste et directeur musical. Il a également composé de nombreuses bandes sonores pour le cinéma et la télévision.
En avril 1994, il déménage aux États-Unis, où il vit depuis avec sa femme. Mariano a reçu le Grammy Award 2006 de la Latin Recording Academy pour l'ensemble de sa carrière.
De son premier mariage avec la chanteuse Marisa Vertullo Brandão, alias Gata Mansa, il a eu un fils, Marcelo Mariano, bassiste. Il a été marié à Elis Regina pendant 8 ans et ils ont eu deux enfants (Pedro Mariano et Maria Rita).
De son troisième mariage de 30 ans avec Flavia Rodrigues Alves, il a une fille, Luisa Mariano (1986).

## Discographie
- 1964 : Quarteto Sabá, RGE
- 1964 : Sambalanço Trio, RGE
- 1965 : Sambalanço Trio II, RGE
- 1965 : Lennie Dale e o Sambalanço Trio, Elenco
- 1965 : Raulzinho e o Sambalanço Trio, RCA
- 1965 : Reencontro com Sambalanço Trio, RGE
- 1966 : Octeto de César Camargo Mariano, RGE
- 1966 : Som Três, RGE
- 1968 : Som Três Show
- 1969 : Som Três Vol. II, RGE
- 1970 : Som Três Vol. III - Um é Pouco, Dois é Bom
- 1971 : Som Três Vol. IV - Tobogã, Odeon Brazil
- 1978 : São Paulo - Brasil, RCA Brazil
- 1980 : César Camargo Mariano & Cia.
- 1981 : Samambaia, EMI/Odeon Brazil
- 1983 : A Todas As Amizades, Columbia Brazil
- 1984 : Todas As Teclas, Ariola - avec Wagner Tiso (en)
- 1984 : Voz & Suor, EMI/Odeon
- 1985 : Prisma, Pointer Brazil - avec Nelson Ayres
- 1988 : Mitos, Sony Brazil
- 1988 : Ponte das Estrelas, Sony Brazil
- 1989 : César Camargo Mariano, Chorus Brazil
- 1993 : Natural, Polygram
- 1994 : Nós, Velas - with Leny Andrade
- 1994 : Solo Brasileiro, Polygram Brazil
- 1997 : Piano Voz y Sentimiento, Polygram Mexico
- 2002 : Duo: Romero Lubambo e César Camargo Mariano, Trama Brazil
- 2002 : Nova Saudade, Rob Digital Brazil
- 2003 : Piano & Voz: César Camargo Mariano e Pedro Mariano, Trama Brazil
- 2007 : Ao Vivo avec Leny Andrade